# Echiniscus elegans
Echiniscus elegans är en djurart som tillhör fylumet trögkrypare, och som beskrevs av Ferdinand Richters 1906. Echiniscus elegans ingår i släktet Echiniscus och familjen Echiniscidae. Inga underarter finns listade i Catalogue of Life.